# Stelis breviuscula
Stelis breviuscula là một loài ong trong họ Megachilidae. Loài này được Nylander miêu tả khoa học đầu tiên năm 1848.